# Ferdinand Domela Nieuwenhuis
Ferdinand Jacobus Domela Nieuwenhuis (31 de diciembre de 1846-18 de noviembre de 1919) fue el primer destacado socialista de los Países Bajos y luego de una conversión política fue pilar del anarquismo holandés. Fue un predicador luterano, que, después de que perdió la fe y se volvió ateo, inició una lucha política por los trabajadores. Fue el primer socialista en el parlamento holandés.

## Orígenes
Nieuwenhuis nació en Ámsterdam. Su familia añade el segundo apellido "Domela" en 1859. Después de sus estudios teológicos se convirtió en un predicador evangélico-luterano y sirvió en varias ciudades holandesas. Durante este tiempo, poco a poco perdió la fe y entró en contacto con los temas sociales de la época. Dejará de predicar en 1879, convirtiéndose en activista socialista en diversas actividades.

## Socialista y político
En 1881 Nieuwenhuis se convirtió en el líder de la Sociaal-Democratische Bond (SDB), un movimiento socialista que se construye a partir de diversos movimientos locales. Se luchó por el sufragio universal y el apoyo socialista de las iniciativas de los trabajadores como las huelgas. Bajo el liderazgo de Nieuwenhuis la propaganda y el movimiento se hizo más grande y más grande. Como el movimiento creció, comenzó a ser atacado. En 1887 fue condenado a un año de prisión por insultar a la realeza en un artículo, aunque no es seguro si él realmente escribió el artículo.
En 1888 fue elegido en la Tweede Kamer, una de las dos cámaras que conforman el parlamento holandés. Fue el primero y en el momento el único socialista elegido en el parlamento. Se quedó allí hasta 1891, cuando decidió no postularse de nuevo. El SDB no puede llegar a un acuerdo sobre esto, y él mismo Nieuwenhuis se decepciona con métodos parlamentarios.

## Anarquista

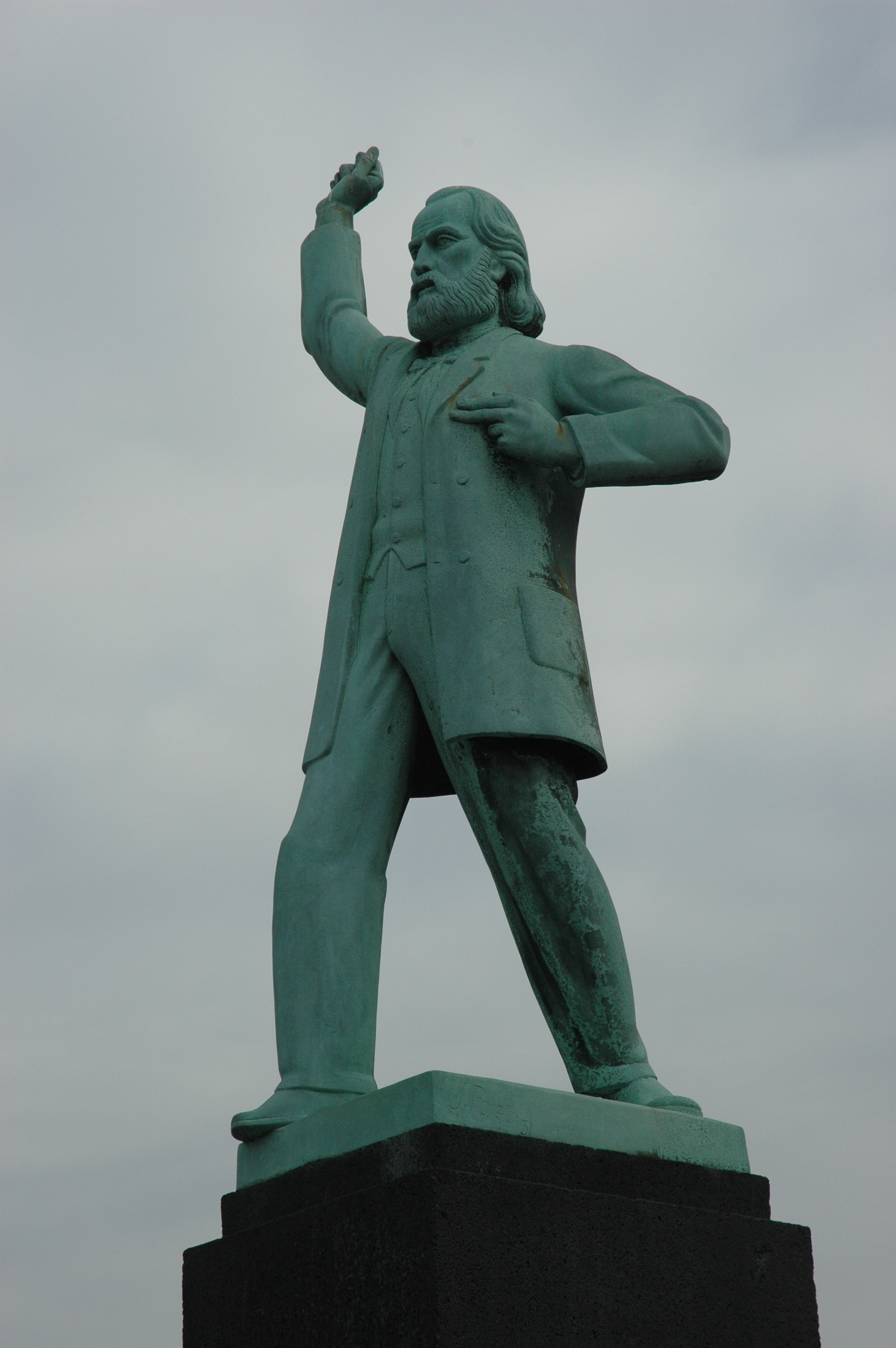
Estatua de Nieuwenhuis en Ámsterdam.

Desde este momento en adelante Nieuwenhuis es movido más y más hacia las ideas anarquistas. El SDB lo continuaba apoyando, pero no exento de problemas. Muchos no están de acuerdo con este cambio, él es más importante Pieter Jelles Troelstra, quien abandonó el partido, junto con algunos otros miembros prominentes y comenzó la Arbeiders Sociaal Democratische Partij (SDAP) en 1894, un partido más reformista. En el mismo año, la SDB fue declarada ilegal. No obstante, Nieuwenhuis sigue siendo hostil a Troelstra y su SDAP.
Ahora es un partidario del libre pensamiento y del antimilitarismo desde una perspectiva ácrata con su lema "guerra a la guerra". En 1894, publica en Bruselas "El socialismo en peligro" (prólogo de Elisée Reclus), que se convertirá en un libro de referencia. Edita en 1898 el periódico anarquista "El socialista libre" alrededor del cual gravitaron numerosos grupos anarquistas. En 1900, publica el libro La debacle del marxismo. Organizador del Congreso Antimilitarista de Ámsterdam en junio de 1904, fue, también, propagandista de la huelga general en caso de conflicto. Opuesto a una organización anarquista estructurada, y crítico del sindicalismo no participó en el "Congreso Internacional Anarquista de Ámsterdam" en 1907.
Nieuwenhuis se mantuvo publicando y luchando por la causa anarquista. Visitó diversos congresos, inició y se unió a los nuevos movimientos y no rehuyó la acción. Murió el 18 de noviembre de 1919, sus funerales dieron lugar a una impresinnante manifestación de fervor de la clase obrera.